# Reginella repangulata
Reginella repangulata är en mossdjursart som beskrevs av Winston och Hakansson 1986. Reginella repangulata ingår i släktet Reginella och familjen Cribrilinidae. Inga underarter finns listade i Catalogue of Life.